# Epiphysis tibialis
Als Epiphysis tibialis bezeichnet man bei verschiedenen großen Insektengruppen, wie beispielsweise den Schmetterlingen, einen gekrümmten Fortsatz auf der Innenseite der Vordertibien. Dieser ist dicht mit Borsten besetzt und dient der Reinigung der Fühler.